# Vlaardinger Driesluizen

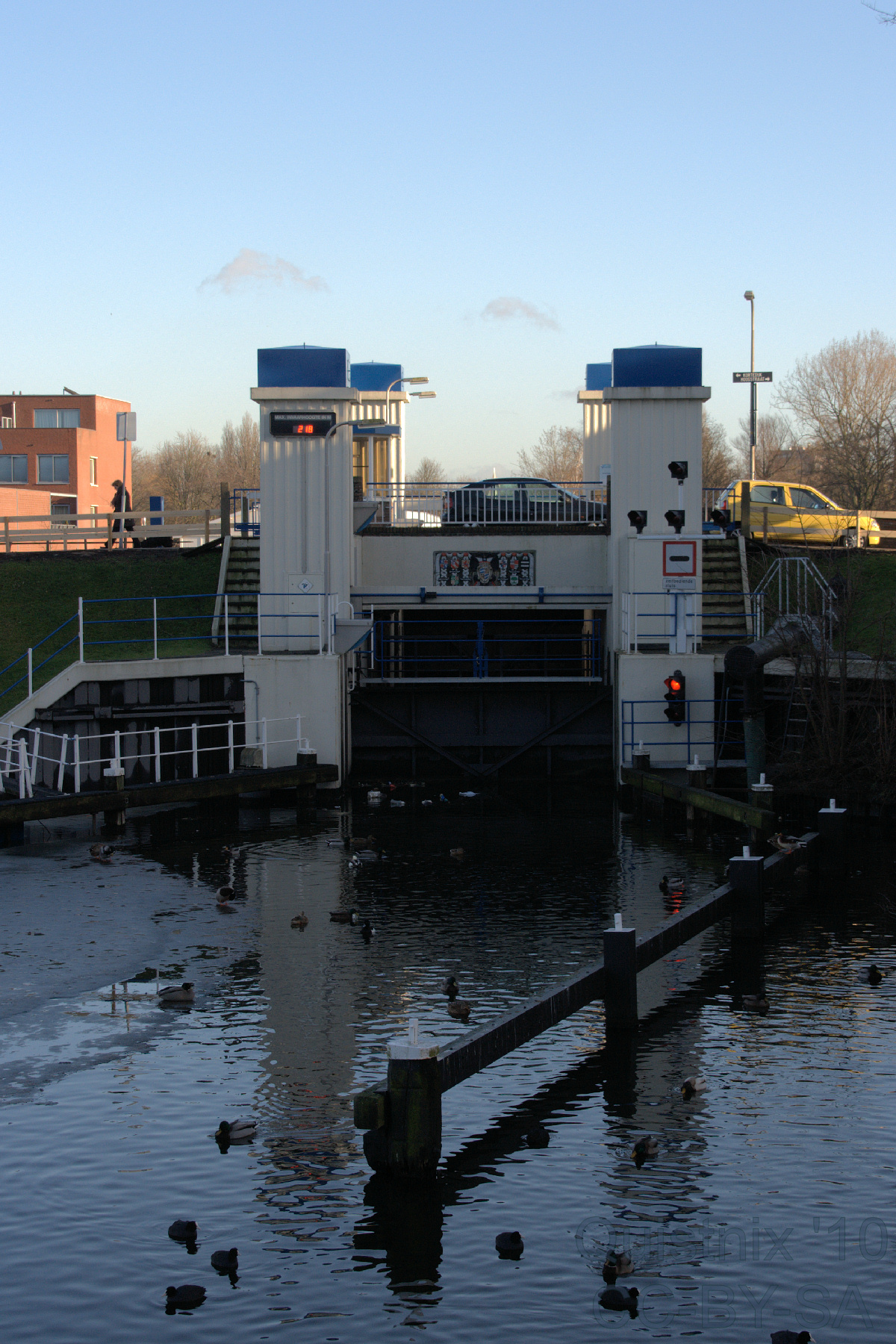
Vlaardinger Driesluizen

De Vlaardinger Driesluizen, in de Nederlandse provincie Zuid-Holland, verbindt de Vlaardingervaart met de Oude Haven van Vlaardingen. De afmetingen van de sluis zijn 22 meter bij 4,80 meter. De doorgang is niet hoger dan 1.90m, de diepgang is onbekend en de sluis heeft tegenwoordig in hoofdzaak betekenis als schutsluis voor de pleziervaart. De Oude Haven staat via de Delflandse Buitensluis in verbinding met de Buitenhaven, die een open verbinding heeft met de Nieuwe Maas.
De huidige sluis dateert uit 1960. In de sluis is aan weerszijden een gedenksteen herplaatst. De gedenkstenen zijn afkomstig van voorgaande sluizen op deze plaats en tonen een aantal wapens met namen. Ze dragen het opschrift Delflant en de jaartallen 1639 en 1653. Beide stenen zijn gemeentelijk monument. 
Aan de kant van de Oude Haven bevindt zich de steen uit 1639 met daarop het wapen van het Hoogheemraadschap van Delfland met keizerskroon, rijksappel en kruis, waarbij het schild wordt vastgehouden door een dubbelkoppige adelaar, met verder de namen en de wapens van de hoogheemraden. Op de steen aan de kant van de Vlaardingse Vaart uit 1653 is eveneens het wapen van het hoogheemraadschap afgebeeld, maar hier zonder schildhouder. Bovendien staan hierop de wapens en de schilden van baljuw-dijkgraaf Willem van der Hoeff en hoogheemraden Diederik van Schagen, Albrecht van Wassenaer, Willem Stalpart van der Wiele, Adriaan van der Mijle en Dirk Meerman. Onderaan de steen zien we de wapens van secretaris Cornelis de Jonge en penningmeester Cornelis (Michielsz.) Soetens van het hoogheemraadschap Delfland.
Op de plaats van de Driesluizen bevinden zich al meer dan 750 jaar kunstwerken, zowel voor het spuien van water als voor het schutten van schepen. Voor zover bekend was daarbij altijd sprake van twee spuisluizen en één schutsluis. De huidige sluis is in 1960 gebouwd en is in 1999 zelfbedienbaar gemaakt: de sluis werd tot 2016 door de schipper zelf geopend door middel van een muntautomaat. Vanaf het voorjaar 2016 wordt de Vlaardinger Driesluizen op afstand bediend vanuit het Havenkantoor van de gemeente Vlaardingen.
Oorspronkelijk was Vlaardingen een belangrijke vergaderplaats van het waterschap en stond bij de sluizen aan oostzijde van de Kortedijk het Delflands Huis. Dat karakteristieke gebouw is in de jaren zestig van de twintigste eeuw gesloopt en vervangen door twee woningen onder een kap, bedoeld voor sluiswachters en ontworpen door de Vlaardingse architect Jac. van der Vlis.

## Referentie
1. ↑  Geschiedenis van Vlaardingen: Vlaardinger Driesluizen. Gearchiveerd op 22 oktober 2020. Geraadpleegd op 22 april 2020.